# Лімбанг
Лімбанг — невелике місто в штаті Саравак у Малайзії, розташоване на острові Калімантан. Адміністративний центр округу Лімбанг. Розташоване на річці Лімбанг.

## Історія
У 1890 році Раджа Сараваку Чарлз Брук захопив Лімбанг у Брунею, незважаючи на встановлений 1888 року британський протекторат над країною. 
У грудні 1962 року одночасно з Брунейським повстанням підтримані Індонезією бойовики Національної армії Федерації Північного Борнео вдерлися до поліцейського відділку Лімбангу, захопили зброю та 12 заручників, включно з британським резидентом та погрожували їх повісити. В результаті операції британських спецпризначенців усі заручники були звільнені, бойовики вбиті, захоплені в полон чи відступили до Індонезії.

## Транспорт
Поблизу міста знаходиться аеропорт Лімбанг, який приймає рейси з міст Малайзії та інших країн. На березі річки Лімбанг знаходиться пристань.

## Пам'ятки
- Меморіал «Лімбангського повстання». Розташований на набережній.[4]
- Музей Лімбангу. Дерев'яний будинок є відбудованою копією місцевого форту, що існував у Лімабангу в 1897—1989 роках. Музей демонструє зразки місцевої культури й побуту.[5]